# Mike Neal
Pour les articles homonymes, voir Neal.
(en) Statistiques sur pro-football-reference
Mike Neal (né le 26 juin 1987 à Merrillville) est un joueur américain de football américain. Il joue actuellement avec les Packers de Green Bay.

## Carrière

### Université
Neal étudie à l'université Purdue et joue pour l'équipe universitaire les Boilermakers. Il s'inscrit pour le draft de la NFL 2010 et est choisi lors du second tour par les Packers de Green Bay au cinquante-sixième choix.

### Professionnel
Lors de sa première saison comme rookie, il ne joue que deux matchs lors des sept premiers matchs de la saison et ne fait plus aucune apparition avant la saison suivante où il reste dans un poste de remplaçant avec sept matchs pour 2011. En mars 2014 il a signé un nouveau contrat avec les Packers pour une durée de deux ans.